# 7902 Hanff
A 7902 Hanff (ideiglenes jelöléssel 1996 HT17) a Naprendszer kisbolygóövében található aszteroida. Eric Walter Elst fedezte fel 1996. április 18-án.